# 图瓦卢历史
图瓦卢是位于太平洋西南部的群岛国家，由九个岛群组成，居民属波利尼西亚人。

## 早期历史
最早定居图瓦卢的民族是波利尼西亚人。

## 欧洲人的到来
1568年，西班牙航海家门达尼亚·德内拉发现该岛群，因其八个岛群有居民，故得名图瓦卢，意为“八岛之群”。其后相当长的一段时间内，西方诸国未注意该地。（一說1764年約翰·拜倫在歐洲人中最先發現這一群島。）
1819年，一支英国船队再次发现此岛，并以船主之名命名该地为埃利斯群岛，其后，各国在此海域开展捕鲸活动。1850－1875年間，由于岛民被大量虏往附近斐济、萨摩亚等地种植园做工，加上歐洲疾病在島蔓延，岛屿原住人口急剧下降，從2萬降至3000。

## 殖民统治
1877年英國建立了西太平洋高級專員公署，艾理斯群島和其他群島置於它的管轄之下。
1892年，英国将该群岛列为保护地，与附近的吉尔伯特群岛共同管理。
1916年，英国正式宣布吉尔伯特和埃利斯群岛为直属殖民地，稱為“英屬吉伯特和埃利斯群島殖民地”，归英国驻西太平洋高级专员管理。

## 第二次世界大战期间
二战期间（1942－43年），吉尔伯特群岛被日本占领，吉伯特和埃利斯群島的行政機關一度臨時遷至富納富提。埃利斯群岛成立地方政府。

## 现代
1971年，埃利斯群岛提出要求，希望与吉尔伯特群岛分离。
1974年5月建立了議會取代原來的立法委員會，議會選舉產生一名主席部長。在8、9月間舉行的公民公决中，90％以上投票贊成埃利斯群島与吉尔伯特分离，單獨成為一個國家。
1975年10月，埃利斯群島法律上同吉伯特分離，成為單獨的英國屬地並改用舊名圖瓦盧；吉伯特和埃利斯群島的副總督就任圖瓦盧的英國專員。
1976年１月，圖瓦盧完全脫離吉爾伯島的管轄。
1978年２月在倫敦舉行的一次會議最後所定獨立憲法，6月，图瓦卢实行自治。
1978年10月1日，图瓦卢宣布独立，仍奉英国君主为国家元首，留在英联邦内，成為英聯邦特別成員。
1979年，同美国签订友好条约（1983年9月生效），根據這一條約，美国放弃对图瓦卢南部四小島的领土要求，图瓦卢疆域確認。與中華民國建立外交關係。
1986年2月，圖因對法國繼續在法屬波利尼西亞進行核子試驗不滿而拒絕法軍艦訪圖。6月，憲法修正案，總督失去對政府所提建議的否決權。同年，被聯合國列為最不發達的國家之一。
1987年，英國決定對圖財政預算援款每年減少10萬澳元。為解決由此帶來的困難，圖政府制訂了一項發展基礎設施計畫，並于同年6月設立圖瓦盧信託基金。
1992年6月，總理佩紐出席在巴西舉行的聯合國環發大會，並在會上呼籲採取措施，防止溫室效應的影響，否則將使赴圖投資者卻步。他對美國在環發會上的立場表示失望。
1997年3月，圖瓦盧遭風災。
1999年4月，議會通過對帕埃尼尤總理的不信任案，選舉艾奧納塔納·艾奧納塔納為總理（1999.4－2000.12.9病逝）。
2000年9月，圖瓦盧加入聯合國。12月8日，艾奧納塔納總理在新西蘭猝然去世。
2001年2月23日，經圖瓦盧議會秘密選舉，法依馬拉加·盧卡當選新任總理（2001.2.23－12）。11月15日，圖瓦盧政府宣佈“對抗海平面上升的努力已經失敗”，面對著海平面上升，圖瓦盧的居民將會撤出該群島。新西蘭同意接受每年配額的撤離者，但是澳大利亞則拒絕了圖瓦盧政府的請求。12月，圖瓦盧議會通過對法伊馬拉加·盧卡總理的不信任案，考魯阿·塔雷克任總理（2001.12－2002.7）。
2002年7月，薩烏法圖·索波阿加當選總理，議長薩洛阿·圖拉·圖亞。8月，組成政府：總理兼外長薩烏法圖·索波阿加，副總理兼工程、通信和交通部長馬蒂亞·托阿法，財政、經濟計畫和工業部長比凱尼·佩紐，內政和農村發展部長奧蒂尼盧·陶西，教育、體育和衛生部長阿萊薩納·塞盧卡，自然資源、環境、能源和旅遊部長薩姆克盧·艾泰奧。
2010年，9月16日，舉行大選，共有26名候選人競逐15個議席。獲勝的15名議員中有5人是新當選議員。9月29日，議會投票選舉馬蒂亞·托法出任新政府總理並組建新政府。副總理埃內爾·索波安加。
2011年1月14日，民眾在首都舉行示威遊行，要求財政部長辭職下臺，政府發佈緊急命令限制集會，以免示威活動“危及國家政局穩定”。